# Harbert
La Harbert s.a.s. è stata una azienda di giocattoli milanese attiva tra gli anni settanta e i primi anni novanta, quando è stata rilevata dal Gruppo Giochi Preziosi che ha continuato la produzione di alcuni suoi giocattoli.

## Storia
La ditta era responsabile della distribuzione in Italia di celebri marchi di giocattoli statunitensi, quali soprattutto i prodotti della Kenner (Dolce Forno, Festacolor, action figure di Guerre Stellari, ecc.) e della Mego (action figure di supereroi DC Comics e Marvel, Mr. Muscolo, ecc.).
Il logo era una figura antropomorfa stilizzata attraversata dal nome della ditta. Il motto nelle pubblicità era: "Non puoi giocare senza [nome del giocattolo]: sarebbe un peccato!".
L'ultima registrazione risulta a nome di Massimiliano Pavia e Giovanni Zampolli e c. presso la Camera di Commercio di Milano. Dopo la sua acquisizione nel 1994 da parte del Gruppo Giochi Preziosi, il marchio è da allora inutilizzato.

## Prodotti
In particolare tra anni settanta e ottanta, la Harbert ha distribuito in Italia molti marchi e prodotti statunitensi celebri, quali soprattutto:
- Dolce Gelato, una macchinetta capace di raffreddare creme emulsionate a base di latte, frutta e altri ingredienti grazie a un cilindro metallico riempito di ghiaccio e sale
- Dolce Forno, distribuzione italiana dell'Easy-Bake Oven della Kenner (un fornetto elettrico, il cui calore, generato da una comune lampadina a incandescenza, era in grado di cuocere piccole crostate, frollini e altri dolci del genere)
- Dolce zucchero filato
- Dolce cioccolatino
- Dolce bilancia 500
- Dolce pasticcere

- Dolce popcorn
- Dolce patatina
- Dolce crepes
- Dolce pastamatic 200 (prodotto dalla Simac)
- Dolce granita
- Proiettore Festacolor, distribuzione italiana del Give-A-Show Projector, sempre della Kenner[2][3]
- Discovideo, evoluzione del Festacolor in cui si combina un disco in vinile da 7" con una striscia di diapositive a colori
- Fonovideo
- Supereroi DC Comics e Marvel, distribuzione italiana delle celeberrime action figure della linea World Greatest's Super Heroes prodotti dalla Mego (altre action figure della stessa linea erano state distribuite dalla Polistil e dalla Baravelli)
- Mr. Muscolo, prodotto anch'esso dalla Mego
- Minicinex Pop
- Goleador Giragol
- Alice, la sfera che predice
- Action figure di Guerre Stellari, prodotti negli Stati Uniti dalla ditta Kenner